# Melanorivulus
Melanorivulus – rodzaj morskich ryb z rodziny strumieniakowatych.

## Występowanie
Ameryka Południowa

## Klasyfikacja
Gatunki zaliczane do tego rodzaju:
| - Melanorivulus apiamici - Melanorivulus bororo - Melanorivulus crixas - Melanorivulus cyanopterus - Melanorivulus dapazi - Melanorivulus decoratus - Melanorivulus egens - Melanorivulus faucireticulatus - Melanorivulus giarettai - Melanorivulus illuminatus - Melanorivulus jalapensis - Melanorivulus javahe | - Melanorivulus karaja - Melanorivulus kayabi - Melanorivulus kayapo - Melanorivulus litteratus - Melanorivulus megaroni - Melanorivulus modestus - Melanorivulus paracatuensis - Melanorivulus paresi - Melanorivulus parnaibensis - Melanorivulus pictus - Melanorivulus pindorama - Melanorivulus pinima | - Melanorivulus planaltinus - Melanorivulus punctatus - Melanorivulus rossoi - Melanorivulus rubromarginatus - Melanorivulus rutilicaudus - Melanorivulus salmonicaudus - Melanorivulus scalaris - Melanorivulus schuncki - Melanorivulus violaceus - Melanorivulus vittatus - Melanorivulus zygonectes |